# Verbena phlogiflora
Verbena phlogiflora — вид трав'янистих рослин родини Вербенові (Verbenaceae), Поширений у Бразилії, пн. Аргентині, Парагваї.

## Опис
Трава з дерев'янистою основою, волосато-залозиста, стебла прямостійні, іноді лежачі. Листки черешкові, черешок 10–20 мм, листові пластини 20–70 × 7–25 мм, цілісні, яйцюваті, верхівка гостра, основа клиноподібна або урізана, поля нерегулярно зубчасті до вершини, верхня поверхня з короткими жорсткими притиснутими волосками, нижня — з жорсткими волосками.
Суцвіття — щільні багатоквіткові колоски, не збільшені в плодоношенні. Квіткові приквітки 5–6 мм, волосато-залозисті, вузько яйцюваті з гострою верхівкою. Чашечка довжиною 12–16 мм, волосато-залозиста над жилками, з довгими жорсткими волосками, гострі зубчики 1–2 мм. Віночок фіолетовий, 18–20 мм, зовні із залозистими волосками тільки у верхівковій частині.

## Поширення
Поширений у пд. і зх.-цн. Бразилії, пн. Аргентині, Парагваї.
Населяє вологі ґрунти, болота, узлісся, узбіччя, на висотах від 200 до 1200 м.